# Troesne
Pour les articles homonymes, voir Troesne (homonymie).
La Troesne, jadis appelée Intine, est une rivière française des départements de l'Oise et de l'Eure, dans les régions Hauts-de-France et Normandie, affluent droit de l'Epte, donc sous-affluent du fleuve la Seine.

## Géographie
La Troesne (ou Troësne) est une rivière française de 27,1 km de long, affluent de l'Epte, qui coule dans le sud-ouest de l'Oise. Sa vallée représente, tout comme celle de l'Esches, une partie de la limite nord du Vexin français. Elle s'appelle aussi canal de Marquemont en partie haute. Longeant la cuesta de l'Île-de-France, elle alimentait un vaste marais exploité en tourbière et en cressonnières. 

### Le cours de la Troesne
Cette rivière prend naissance sur le territoire de la commune d'Hénonville dans le Vexin français, et s'écoule selon une orientation est - ouest avant de se jeter dans l'Epte à Gisors dans le Vexin Normand.

### Communes et cantons traversées
De l'amont vers l'aval :
- Oise

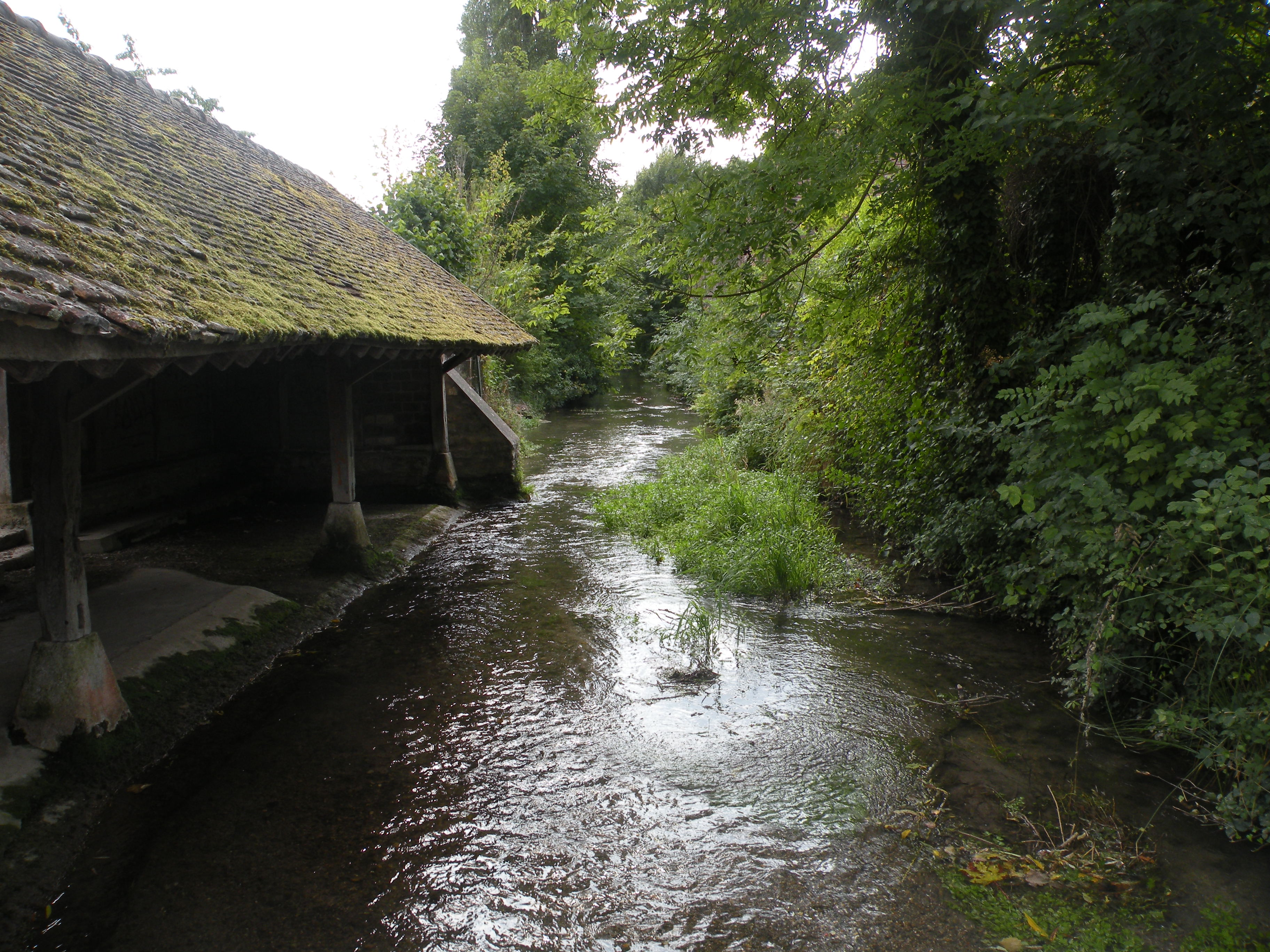
Le lavoir à Trie-la-Ville sur l'Aunette

  - Hénonville, Ivry-le-Temple, Monts (commune bordée en rive gauche sur une courte distance), Monneville, Fleury, Tourly (sur une courte distance), Fay-les-Étangs, Liancourt-Saint-Pierre, Chaumont-en-Vexin, Trie-la-Ville, Trie-Château

- Eure
  - Gisors (confluent avec l'Epte)[1]

Soit en termes de canton, la Troesne prend sa source dans le canton de Méru, traverse le canton de Chaumont-en-Vexin et conflue dans le canton de Gisors.

### Bassin versant
La Troesne traverse les trois zones hydrographiques suivantes « L'Epte du confluent de la Troësne (exclu) au confluent de la Lévrière (exclu) » (H314), « La Troësne de sa source au confluent de l'Epte (exclu) » (H313), « L'Epte du confluent du ru de Goulancourt (exclu) au confluent de la Troësne (exclu) » (H312).

## Affluents

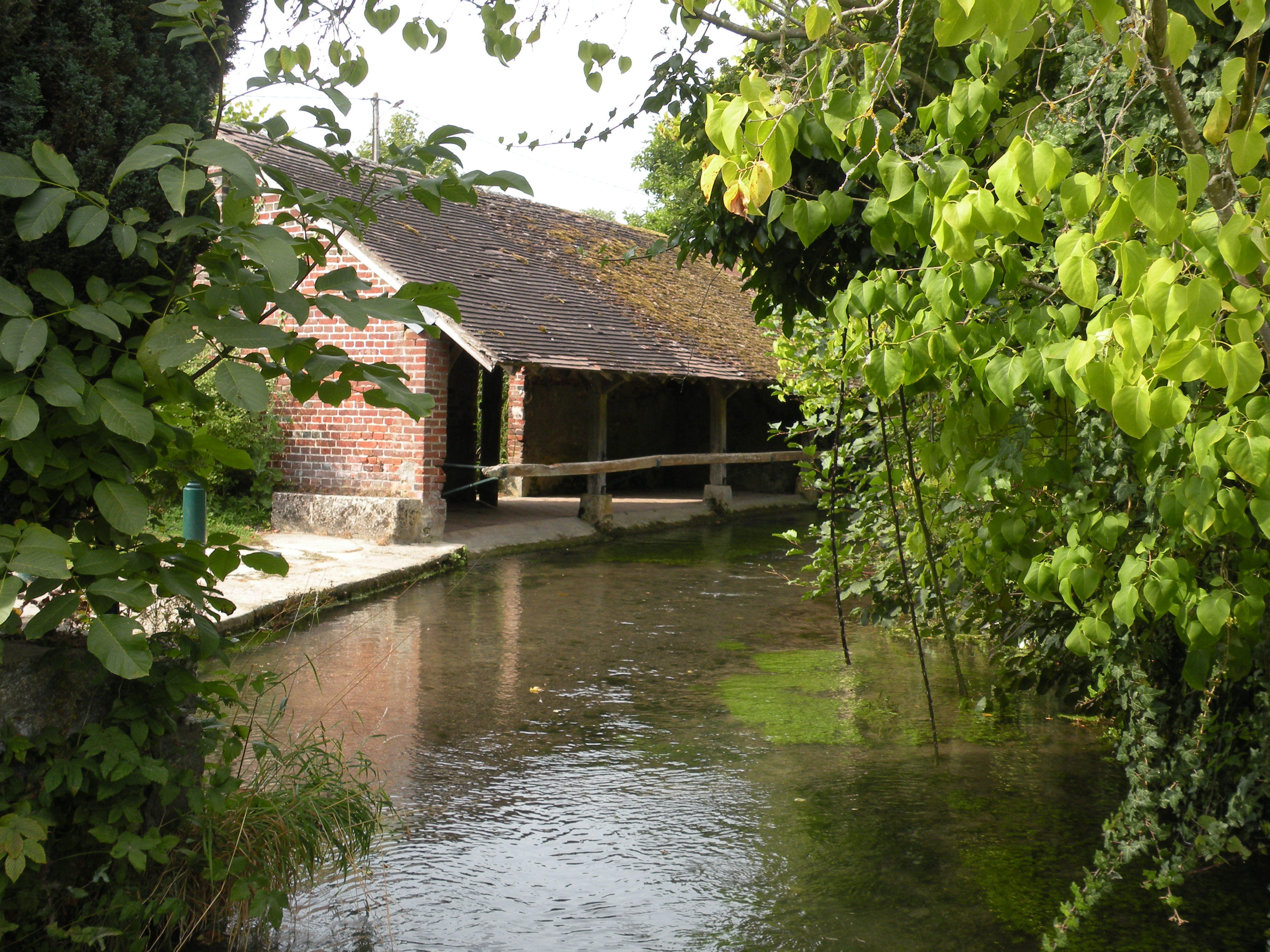
Le lavoir à Énencourt-Léage sur l'Aunette

La Troesne a sept ruisseaux ou rus affluents contributeurs.  
- Le Merdron (rd[note 1]) 4 km sur la seule commune de Villeneuve-les-Sablons, sans affluent.
- le ru de Pouilly (rd) 8 km sur les cinq communes de Pouilly (source), Senots, Fresne-Léguillon, Ivry-le-Temple, Monneville (confluence), avec deux affluents :
  - la Fausse (rg) 0,32 km sur la seule commune de Ivry-le-Temple.
  - le cours d'eau 01 de la commune de Fresne-le-Guillon (rd), 1,97 km sur les deux communes de Fresne-Léguillon (source) et Ivry-le-Temple (confluence).
- le ru du Mesnil (rd) 11 km sur les cinq communes de Le Mesnil-Théribus (source), Fresneaux-Montchevreuil, Senots, Fresne-Léguillon, Fleury (confluence), sans affluent.
- le ru du Moulinet (rd) 2 km
- l'Aunette (rd), 9,7 km sur les six communes de Labosse (source), Le Vaumain, Boutencourt, Énencourt-Léage, Trie-la-Ville, Trie-Château (confluence), sans affluent référencé.
- le Fossé 01 de la commune de Monts (rg), 2 km sur les deux communes de Ivry-le-Temple (confluence) et Monts (source), sans affluent.
- le cours d'eau 01 de la commune de Loconville, (rd), 2 km sur les deux communes de Loconville (confluence) et Liancourt-Saint-Pierre (source), sans affluent.

Des talwegs en rive droite peuvent s'activer (Fonts de St Brice-Cailhoue tde 6 km) ou celui bordant l'ancienne Commanderie Templière d'Ivry-le-Temple).

### Rang de Strahler
Donc le rang de Strahler de la Troesne est de trois.

## Hydrologie
Son régime hydrologique est dit pluvial océanique.

## Aménagements et écologie
Sur son cours, on trouve les lieux-dits la station d'épuration de hénonville, le Pont Évette, la ferme du Moulin, la Fontaine Saint-Martin, les Osiers, les clos des Fontaines, le marais de Tourly, la Fontaine St-Clair, les toubières, le Moulin, la Fontaine St-Gilles, le Grand Marais, le moulin Baudet, le château de Chaumont-en-Vexin à 126 m, le moulin Danjean, la station d'épuration de Chaumont-en-Vexin, Gomerfontaine, Les marais, le pré de l'Île, le Moulin Tan, la station d'épuration de Trie-château.